# Anna Stang
Anna Stang (18 de mayo de 1834 - 23 de diciembre de 1901), nacida Anna Sophie Margrethe Holmsen, fue una feminista noruega, política liberal y la segunda presidenta de la Asociación Noruega por los Derechos de las Mujeres, sirviendo desde 1885 hasta 1886. También dirigió una escuela privada en Kongsvinger durante 17 años. Estaba casada con el primer ministro noruego, Jacob Stang, y eran padres del ministro de Defensa, Georg Stang .